# باري أشبي
باري أشبي (بالإنجليزية: Barry Ashby)‏ هو لاعب كرة قدم بريطاني، ولد في 21 نوفمبر 1970 في Park Royal ‏ في المملكة المتحدة. لعب مع نادي برينتفورد ونادي غيلينغهام ونادي واتفورد.

## وصلات خارجية
- باري أشبي على موقع قاعدة بيانات كرة القدم.إي يو (الإنجليزية)
- باري أشبي على موقع Soccerbase.com (لاعب) (الإنجليزية)